# Hilfssenate des Reichsgerichts
Die Hilfssenate des Reichsgerichts waren Spruchkörper des Reichsgerichts. Es gab insgesamt drei „Hülfssenate“ in der Zeit von 1879 bis 1883.

## Geschichte
Durch § 15 EGGVG 1877 kamen zu erledigende Prozesse von obersten Landesgerichten an das Reichsgericht. Anscheinend handelte es sich um Sachen aus Preußen. Um den Geschäftsanfall zu bewältigen, waren in § 16 EGGVG 1877 Hilfssenate vorgesehen. Diese nahmen mit Eröffnung des Reichsgerichts am 1. Oktober 1879 ihre Arbeit auf. Die preußische Justizverwaltung entsendete auf eigene Kosten Richter in die Hilfssenate.

## Geschäftsverteilung
Den drei Hilfssenaten waren 1880 die bürgerlichen Rechtsstreitigkeiten aus den preußischen Oberlandesgerichtsbezirken Berlin, Breslau, Hamm, Königsberg, Marienwerder, Naumburg, Posen und Stettin zugewiesen. Der I. Hilfssenat bearbeitete Schuldrecht. Der II. Hilfssenat übernahm die sachenrechtlichen Sachen des II. Senats des Obertribunals. Dem III. Hilfssenat wurden die übrigen sachenrechtlichen Sachen mit Ausnahme des Bergrechts zugeteilt.

## Senate

### I. Hilfssenat
Senatspräsident war Gustav Ludwig August Fleischauer. Der Senat bestand bis 1. Juli 1883.

#### Richter
| Nr. | Name                                             | Senatseintritt     | Senatsaustritt   |                       |
| --- | ------------------------------------------------ | ------------------ | ---------------- | --------------------- |
| 1   | Hermann Wittmaack (1833–1928)                    | 1. Oktober 1879    | 1. Februar 1880  | Reichsgerichtsrat     |
| 2   | Alfred Agricola (1824–1901)                      | 1. Oktober 1879    | 1. Februar 1880  | Reichsgerichtsrat     |
| 3   | Freyschmidt                                      | 1. Oktober 1879    | 1. Februar 1880  | Kammergerichtsrat     |
| 4   | Eduard Graefe (1825–1896)                        | 1. Oktober 1879    | 1. Oktober 1882  | Kammergerichtsrat     |
| 5   | Gustav Calame (1830–1905)                        | 1. Oktober 1879    | 1. Juli 1883     | Oberlandesgerichtsrat |
| 6   | Bernhard Engländer (1832–1905)                   | 1. Oktober 1879    | 1. Juli 1883     | Oberlandesgerichtsrat |
| 7   | Hermann Gustav Ludwig Theodor Krüger (1825–1893) | 1. Februar 1880    | 1. Juni 1880     | Reichsgerichtsrat     |
| 8   | Friedrich Rassow (1826–1904)                     | 1. Februar 1880    | 16. Oktober 1880 | Reichsgerichtsrat     |
| 9   | Emil Meischeider (1828–1906)                     | 1. Februar 1880    | 1. Mai 1882      | Oberlandesgerichtsrat |
| 10  | Dominicus Predari (1818–1880)                    | 1. Juni 1880       | 18. Juli 1880    | Oberlandesgerichtsrat |
| 11  | Wesemann                                         | 1. Juni 1880       | 1. Juli 1883     | Oberlandesgerichtsrat |
| 12  | Demme (–1882/83)                                 | 1. Juni 1880       | 1882/83          | Oberlandesgerichtsrat |
| 13  | Heinsius                                         | 16. September 1880 | 1. Juli 1883     | Oberlandesgerichtsrat |
| 14  | Gustav Wienstein (1828–1891)                     | Mai 1881           | 1. Juli 1883     | Oberlandesgerichtsrat |
| 15  | Kersting                                         | Mai 1881           | 1. Juli 1883     | Oberlandesgerichtsrat |
| 16  | Heinrich Beer (1829–1926)                        | 1. November 1881   | 15. Juli 1882    | Oberlandesgerichtsrat |

### II. Hilfssenat
Senatspräsident war Wilhelm Richard Friedrich. Der Senat wurde am 1. Juni 1880 mit dem III. Hilfssenat fusioniert und bestand dann bis 1. Januar 1882.

#### Richter
| Nr. | Name                                | Senatseintritt  | Senatsaustritt   |                       |
| --- | ----------------------------------- | --------------- | ---------------- | --------------------- |
| 1   | Hugo Schwarz (1817–1897)            | 1. Oktober 1879 | 1. Juni 1880     | Reichsgerichtsrat     |
| 2   | Carl Kirchhoff (1820–1893)          | 1. Oktober 1879 | 1. November 1881 | Reichsgerichtsrat     |
| 3   | Ludolf Adolf Emil Paris (1821–1888) | 1. Oktober 1879 | 1. Januar 1882   | Kammergerichtsrat     |
| 4   | v. Borries                          | 1. Oktober 1879 | 1. Januar 1882   | Oberlandesgerichtsrat |
| 5   | Schmid (–1881)                      | 1. Oktober 1879 | 15. April 1881   | Oberlandesgerichtsrat |
| 6   | Nereschko                           | 1. Oktober 1879 | 1. Januar 1882   | Oberlandesgerichtsrat |
| 7   | George Meyer (1828–1889)            | 1. Juni 1880    | 1. Januar 1882   | Reichsgerichtsrat     |
| 8   | Viktor Rintelen (1826–1908)         | 1. Juni 1880    | 1. Januar 1882   | Kammergerichtsrat     |
| 9   | Freyschmidt                         | 1. Juni 1880    | 1. Januar 1882   | Kammergerichtsrat     |
| 10  | Giese                               | Mai 1881        | 1. Januar 1882   | Oberlandesgerichtsrat |
| 11  | Gottschalk                          | Mai 1881        | 1. Januar 1882   | Oberlandesgerichtsrat |
| 12  | Lehmann                             | Mai 1881        | 1. Januar 1882   | Oberlandesgerichtsrat |
| 13  | Oskar Loebell (1836–1897)           | Mai 1881        | 1. Januar 1882   | Oberlandesgerichtsrat |

### III. Hilfssenat
Senatspräsident war Friedrich Moritz Hoffmann. Der Senat bestand nur vier Monate, bis er mit dem II. Hilfssenat fusioniert wurde.

#### Richter
| Nr. | Name                          | Senatseintritt  | Senatsaustritt |                       |
| --- | ----------------------------- | --------------- | -------------- | --------------------- |
| 1   | George Meyer (1828–1889)      | 1. Februar 1880 | 1. Juni 1880   | Reichsgerichtsrat     |
| 2   | Viktor Rintelen (1826–1908)   | 1. Februar 1880 | 1. Juni 1880   | Kammergerichtsrat     |
| 3   | Dominicus Predari (1818–1880) | 1. Februar 1880 | 1. Juni 1880   | Oberlandesgerichtsrat |
| 4   | Wesemann                      | 1. Februar 1880 | 1. Juni 1880   | Oberlandesgerichtsrat |
| 5   | Demme (–1882/83)              | 1. Februar 1880 | 1. Juni 1880   | Oberlandesgerichtsrat |
| 6   | Freyschmidt                   | 1. Februar 1880 | 1. Juni 1880   | Kammergerichtsrat     |